# ヒッカム空軍基地
ヒッカム空軍基地（英語: Hickam Field）は、ハワイ州ホノルルにあったアメリカ空軍の基地である。

## 概要
ヒッカム空軍基地の名称はホレース・ミーク・ヒッカム中佐(Horace Meek Hickam)にちなんでいる。真珠湾の南東に位置しており隣接するアメリカ海軍パールハーバー海軍基地と2010年に統合され、パールハーバー・ヒッカム統合基地となった。滑走路はダニエル・K・イノウエ国際空港と共有している。
1935年に基地を開設した。現地時間1941年12月7日の真珠湾攻撃においては、日本軍の攻撃を受けた。1944年までは戦闘機および爆撃機が配備されていたが、それ以降は輸送機の基地となっている。1971年以降は、第15空輸航空団（現第15航空団）が配備され、基地の運営も同航空団が行っている。2005年には第15空輸航空団の属する第13空軍司令部が、グアム島のアンダーセン空軍基地から移転した。後に第13空軍は閉隊している。
太平洋空軍の管轄であり、太平洋空軍司令部のほか、同第15航空団およびハワイ州兵を中心とした部隊が所在している。開設時から現在に至るも、アメリカとアジアを結ぶ太平洋航空路の結節点の基地であり、アメリカ空軍にとって重要な拠点の一つとなっている。